# Герхард (Лотарингия)
Герхард (на френски: Gérard Ier de Lorraine, Gérard d'Alsace, Gérard de Chatenoy, Gérard de Flandre, Gerhard; * 1030; † 14 април 1070, Ремирмон) от Дом Шатеноа, е господар на Шатеноа и от 1048 г. херцог на Лотарингия, родоначалник на династията Лотарингия.

## Произход
Той е син на Герхард от Бузонвил († 1045), граф на Мец 1033 г., от фамилията Матфриди, и Гизела, вероятно дъщеря на херцог Дитрих I от Лотарингия († 1026/27). Неговата сестра Ода e 1048/1070 г. игуменка на Ремирмон.

## Борби
След смъртта на неговия брат Адалберт през 1048 г., император Хайнрих III предава управлението на Херцогство Лотарингия на Герхард. Неговите потомци управляват Лотарингия.
Убиецът на Адалберт, предишният херцог Готфрид III, залавя и затваря Герхард. Той е освободен през 1049 г. чрез намесата на папа Лъв IX, който се намирал по това време наоколо.
Герхард построява дворци и град Нанси.
Той умира в Ремиремон по време на друг бунт на лотарингските благородници, вероятно е отровен. Погребан е в манастира Ремирмон.

## Брак и деца
Герхард е женен за Хедвига († 28 януари 1075/180O), дъщеря на Алберт II, граф на Намюр, и на Регелиндис, дъщеря на херцог Готцело I, херцог на Долна Лотарингия и сестра на папа Стефан X. Те имат децата:
- Дитрих II († 30 декември 1115), 1065 доказан, 1070 херцог на Лотарингия, 1114 маркграф, ∞ I 1079 Хедвиг от Формбах, дъщеря на Фридрих граф на Формбах и Гертруда от Халденслебен, вдовица на Гебхард от Суплинбургите, майка на император Лотар III; ∞ II 1095 Гертруда от Фландрия, † 1115/26, дъщеря на Роберт Фризиеца, граф на Фландрия и граф на Холандия, вдовица на Хайнрих III граф и фогт на Брабант (Дом Фландрия)
- Герхард I († 1108), 1070 първият граф на Водемон; ∞ 1080 Хедвиг от Егисхайм († 1126), дъщеря на Герхард, граф на Егисхайм и Дагсбург
- Гизела, 1079/1114 игуменка на Ремирмон
- Беатрикс, 1102/17; ∞ Стефан I, граф на Виен и на Макон, († 1102) (Иврейска династия)